# Rasheed Araeen
Rasheed Araeen (en urdu: رشید آرائیں‎) (Karachi 1935) es un artista conceptual escultor, pintor, escritor, y curador de origen pakistaní y basado en Londres. Hizo estudios iniciales en matemática y física para luego graduarse en ingeniería civil del NED Universidad de Ingeniería y Tecnología en 1962, y ha  trabajando como artista visual conectando vida, arte y activismo desde su llegada a Londres proveniente de Pakistán en 1964.

## Práctica Artística
Mientras estudiaba la carrera de ingeniería en Karachi fue expuesto al arte de vanguardia. Esto sucedió a través de dos canales: libros occidentales importados y revistas y contacto con artistas Pakistaníes contemporáneos. Fue así como se interesó por las formas minimalistas: líneas ondulantes y espiraladas, como antecedentes de las esculturas geométricas que cuestionaban los estilos tradicionales de la escultura y las formas vernaculares de tecnología arquitectónica. En 1959 tomó un pedazo de alambre circular retorcido y lo convirtió en su primera escultura minimalista (My First Sculpture, 1959). Consiguientemente, se embarca en la práctica artística.
El trabajo de Araeen era muy diferente al estilo tradicional por lo que se sintió incomprendido –y hasta marginado– por la escena local de Karachi. Es así que decide viajar a Londres en 1964, inicialmente para trabajar como ingeniero civil. En Londres empieza a producir esculturas influenciadas por el Minimalismo en el trabajo de Anthony Caro. Por su cuenta propia, trabaja creado o imaginando en este periodo obras escultóricas con posibilidades cinéticas y procesos participativos como Chakras (1969-1970) y Del Cero al Infinito (1968-2004), utilizando unidades geométricas estructurales básicas como cubos, enrejados (estructuras de celosía similares a las utilizadas en construcción) y discos; estos trabajos basados en el proceso y abiertos a la transformación por "la energía creativa de las personas". Los conceptos de este periodo sería fundamentales para carrera, tanto formal como políticamente. Chakras, presentado en 1970 se basaba en 16 discos naranjas –en forma de esculturas flotantes– que invitaba al público a lanzar en las aguas del St. Katharine Docks, canal ubicado al este de Londres que desemboca en el río Támesis. Más tarde evolucionaría y este concepto para dar lugar a Disco Sailing (1970-1973) –basado en un disco flotante donde un cuerpo humano hacía de mástil mientras que un traje con alas fungía de velas– una forma nueva entre baile y escultura flotante. El trabajo fue revisado y resucitó muchas veces a través de las décadas y más recientemente en una versión para el Garage Museum en Moscú en 2019.
Empezando en la década del setenta, Araeen y luego de enfrentarse a experiencias discriminatorias empieza a preocuparse cada vez más sobre las cuestiones del Postcolonialismo y su discurso se torna explícitamente confrontacional a la Gran Bretaña imperial poniendo en evidencia las limitaciones de la prácticas artísticas e instituciones eurocéntricas, y las características coloniales de explotación y dominación que aun mantenían. En la performance Paki Bastard (Portrait of the Artist as a Black Person), de 1977, el artista proyectó imágenes de sus «estructuras» sobre su cuerpo, como retratándose dentro de una celda. Complementó este trabajos con escritos, declaraciones y manifestos, el cual los considera como "formas textuales de arte".  De estos, Notas preliminares para un Manifiesto Negro –escrito entre diciembre de 1975 y marzo de 1976– es posiblemente su obra escrita más representativa. En este ensayo propone ideas renovadoras y demuestra algunas de las causas del racismo cultural, exponiendo con claridad las posibles formas de cambiar la realidad imperante del arte en el Tercer Mundo frente a Occidente.
A menudo viajaba de regreso a Karachi y hacía visitas frecuentes a Baluchistan como quien "regresa a la fuente". Estos viajes lo llevaron a interesarse por el land art y asuntos medioambientales describitas como "Ecoestésticas" en su libro Arte Después del Arte de 2010.
Araeen ha participado en Les Magiciens de la Terre (1989); 2.º Johannesburg Biennale (1997), 11.º Biennale de Sydney (1998), 9.º Shanghai Biennale (212), 9.º Gwangju Biennale (2012), 57.º Venice Biennale (2017) y documenta 14 (2017). Entre los años 2017 y 2019, bajo la curaduría de Nick Aikens y Charles Esche, una importante retrospectiva de Araeen titulada «Rasheed Araeen: A Retrospective» fue presentada en el Van Abbemuseum (Eindhoven, 2017) e itineró en el MAMCO (Ginebra, 2018), BALTIC Centre for Contemporary Art, Gateshead (Newcastle upon Tyne, 2018), y Garage Museum of Contemporary Art (Moscú, 2019).

## Actividad Editorial
La actividad artística de Araeen ha sido complementada por escritos y actividad editorial.  Así, en 1978, Araeen y el poeta Mahmood Jamal fundaron la revista Black Phoenix, Journal of Contemporary Art & Culture in the Third World, una «plataforma de discusión, un canal de intercambio de ideas relacionadas al predicamento cultural del hombre en una época de capitalismo avanzado e imperialismo». En 1987 fundó Third Text, una publicación pionera en ofrecer una visión crítica de la civilización universal incluyendo perspectivas y visiones del arte y la cultura de zonas poco representadas del mundo. En la primera década de la publicación, el objetivo principal era para revelar "los límites institucionales del mundo de arte y los artistas y la investigación del fenómeno emergente primero aparecido en el espectáculo  Magiciens de la terre que eviciaba la asimilación de lo exótico a un nuevo contexto de arte mundial" como bien sumariza Sean Cubitt en los objetivos de la publicación Third Text Reader en 2002. En 1999 Araeen habló sobre su revista propia Tercer Texto como un intento de "derribar las fronteras que separa el arte y la crítica del arte".
Algunos contribuciones intelectuales de Araeen en Third Text fueron "From Primitivism to Ethnic Arts / & / Why Third Text?", Third Text #1, Autumn 1987; "Our Bauhaus Others' Mudhouse" [the Magiciens de la terre issue], Third Text #6, Spring 1989 y "Modernity, Modernism and Africa's Authentic Voice", Third Text Vol 24 #2, 2010.
Araeen fundó también otras iniciativas como parte de la red de Third Text:  Third Text Asia en 2008 (la revista cesó luego de publicar tres números.), Tercer Texto y Third Text Africa.
En el año 2011, de forma sorpresiva y unilateral, Rasheed Araeen fue retirado de su posición de director-fundador y editor de Third Text. Se produjo así una importante reorientación editorial de la revista, lejos de la integridad política e intelectual que la caracterizaba, orientándola hacia una línea académica apolítica. El 5 de diciembre de 2012, luego de comunicaciones evasivas sobre el retiro de Araeen, los dieciocho miembros del Consejo Consultivo de Third Text presentaron su renuncia colectiva a la revista mencionando que «una serie de acciones unilaterales, pasos en falso y un rechazo del espíritu de consulta hizo que dejara de ser un foro comprometido y catalizador para la reflexión crítica poscolonial a una instancia más domesticada de estandarización neoliberal».

## Activismo y Crítica Institucional
Araeen ha sido una voz fundamental en poner en evidencia las problemáticas de artistas de africanos, hispanoamericano y orígenes asiáticos en ser representados en instituciones culturales británicas. Su aproximación la hizo a través de diversos medios como:  curaduría de exposiciones; iniciando y editando revistas, instalaciones de arte y proyectos artísticos comunitarios.
En 1989 es curador de una exposición que es considerada un hito La Otra Historia (The Other Story)– la primera exposición retrospectiva modernista de artistas británico-africano, caribeños y  asiáticos que incluyó a los artistas Frank Bowling, Sonia Boyce, Eddie Cuartos, Uzo Egonu, Mona Hatoum, Lubaina Himid, Gavin Jantjes, Donald Locke, David Medalla, Ronald Moody, Ahmed Parvez, Ivan Peries, Keith Piper, F. N. Souza y Aubrey Williams, así como el propio trabajo de Araeen. Se presentó en la Hayward Gallery, South Bank Centre, y luego itineró en Wolverhampton Art Gallery y Manchester City Art Gallery y Cornerhouse
En 2001 fue invitado por el Kunsthaus Bregenz en Austria para publicar su crítica institucional sobre los museos de arte para la publicación The Museum as Arena . Araeen publicó el resultado de su correspondencia privada entre él y la Ikon Gallery en Birmingham, donde fue invitado y luego des-invitado para una exposición en 1980.
En octubre de 2013, Rasheed Araeen visitó Lima por invitación de Alta Tecnología Andina para presentar su obra " Zero to Infinity" y realizar una serie de presentaciones sobre su trabajo artístico e intelectual. El proyecto en Lima se llevó a cabo en el MALI (Museo de Arte de Lima) y en algunos parques públicos suburbanos de Lima (Parque Zonal Huáscar en Villa El Salvador, Parque Zonal Capac Yupanqui en el Rímac).
En 2019 se publica una selección de sus textos traducidos por primera vez al español, compilados por el curador y escritor peruano José-Carlos Mariátegui y editado por Alta Tecnología Andina en colaboración con Metales Pesados en Santiago de Chile.
En agosto de 2019 Rasheed Araeen, como parte de su proyecto artístico "Comida para pensar" abre el restaurante "Shamiyaana Archivado el 21 de octubre de 2019 en Wayback Machine." en Stoke Newington, Londres.